# Steibruch
Steibruch (Steinbruch) ist ein Schweizer Spielfilm des Regisseurs Sigfrit Steiner aus dem Jahre 1942. Der Film hatte am 9. Oktober 1942 in Zürich Premiere. Er wurde in Österreich unter dem Namen Späte Sühne und in Deutschland unter dem Namen Gottesmühlen bzw. Stimme des Blutes veröffentlicht.

## Handlung
Arnold Murer kehrt nach einem langen Auslandsaufenthalt in den USA in sein Heimatdorf Langnach in der Schweiz zurück. Dort weiss jeder, dass er in Amerika 14 Jahre wegen Mordversuchs im Gefängnis gesessen hat, obwohl er immer von sich behauptete, unschuldig zu sein. Murer richtet sich abseits des Dorfes in einer heruntergekommenen Unterkunft beim Steinbruch ein und beginnt dort, wie ein Einsiedler zu leben. Die Menschen im Dorf ächten ihn und hoffen, ihn bald wieder loszuwerden. Nur der geistig behinderte Näppi und das dreizehnjährige Mädchen Meiti nähern sich dem Mann und beginnen vorsichtig, eine Beziehung zu ihm aufzubauen.
Von Gemeindeammann Hotz, dem Pflegevater von Meiti, erfährt Murer, dass er der Vater seiner Pflegetochter ist. Er verschweigt es jedoch dem Mädchen, weil er sich um ihren guten Ruf sorgt. Als der Lehrer Kiburz versucht, Meiti in eine Besserungsanstalt zu stecken, muss Murer dem Gemeindeammann versprechen, Meiti nicht wiederzusehen.
Das Mädchen taucht aber dennoch bei ihm auf und die beiden werden vom Gemeindeammann und dem Lehrer gestellt. Meiti erfährt, dass es die Tochter Murers ist sowie die Halbschwester von Näppi, den sie nicht ausstehen kann. Sie rennt davon, in die Nacht hinaus. Später am Abend versucht Murer seinen Sohn zu erschiessen. Der erkennt die Gefahr und rennt in Panik davon.
Während die Suche nach ihr andauert, findet Lehrer Kiburz einen Brief, der die Unschuld Murers beweist. Er liest ihn und rennt sofort zum Steinbruch, um sich bei Murer zu entschuldigen. Gemeinsam gehen der Gemeindamann, der Lehrer und Murer auf die Suche nach Meiti. Sie finden sie schliesslich am Flussufer, wo sie sich mit Näppi angefreundet hat. Der Film endet damit, dass Murer und Meiti gemeinsam den in einem Wagen schlafenden Näppi zur Unterkunft im Steinbruch ziehen und hinterlässt eine optimistische Note bezüglich ihrer Zukunft zu dritt.

## Entstehung
Die Grundlage des Films ist das Theaterstück Spiil i feuf Akte von Albert Jakob Welti. Sigfrit Steiner inszenierte das Stück 1939 mit Heinrich Gretler an der Landi im Wettbewerb um das beste Dialektstück, das den Landi-Preis auch gewann. Heinrich Gretler spielte 1940 die gleiche Rolle am Stadttheater Basel und am Schauspielhaus Zürich. Die Verfilmung gelang erst 1942, als die Darsteller, mit Ausnahme von Gretler, gegen Beteiligung an den Einnahmen auf zwei Drittel der Gage verzichteten. Im Jahr 2006 wurde die einzige noch vorhandene Kopie von SF DRS, Memoriav und Cinémathèque suisse restauriert.

## Hintergrund
Steibruch war das Filmdebüt von Maria Schell, die damals noch Gritli genannt wurde. Durch Zufall erfuhr Regisseur Sigfrit Steiner von der Tochter der Margarethe Schell, die damals eine Lehre als kaufmännische Angestellte machte. Die zweite Entdeckung des Films war Max Haufler, der in einer seiner ersten grösseren Rolle eindrücklich den zurückgebliebenen Herumtreiber gab.